# Łążek (województwo łódzkie)
Łążek – wieś w Polsce, położona w województwie łódzkim, w powiecie pajęczańskim, w gminie Nowa Brzeźnica.
| SIMC    | Nazwa       | Rodzaj  |
| ------- | ----------- | ------- |
| 0139637 | Płaszczyzna | kolonia |

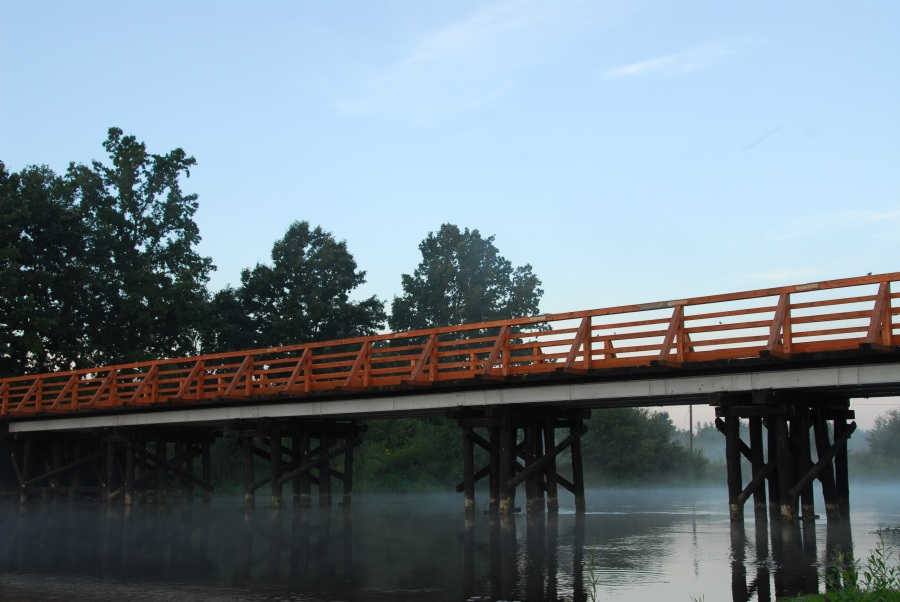
Most na rzece Warcie

W latach 1975–1998 miejscowość administracyjnie należała do województwa częstochowskiego.